# Daniel Morrissey
Daniel Morrissey (irisch Domhnall Ó Muirgheasa, * 27. November 1895 in Nenagh, County Tipperary; † 1. Januar 1981) war ein irischer Politiker der Irish Labour Party, Cumann na nGaedheal sowie zuletzt der Fine Gael.

## Biografie
Morrissey, der als Auktionator tätig war, begann seine politische Laufbahn 1922 mit der Wahl zum Abgeordneten (Teachta Dála) des Unterhauses (Dáil Éireann), in dem er für die Irish Labour Party zunächst die Interessen des Wahlkreises Tipperary Mid, North and South und dann von 1923 bis 1933 von Tipperary. Während dieser Zeit war er vom 2. Mai 1928 bis 1933 auch Vizepräsident des Unterhauses (Leas-Ceann Comhairle).
Anschließend vertrat er den Wahlkreis Tipperary von 1933 bis 1937 als Abgeordneter der Cumann na nGaedheal, ehe er der Fine Gael beitrat und für diese zum Unterhausabgeordneten gewählt wurde. Zwischen 1937 und 1948 war er weiterhin Mitglied für Tipperary und dann zuletzt von 1948 bis 1957 des Wahlkreises Tipperary North.
Zugleich wurde er nach Wahlerfolg der Fine Gael von Premierminister (Taoiseach) John A. Costello am 18. Februar 1948 zum Minister für Industrie und Handel in dessen Kabinett berufen. Im Rahmen einer Kabinettsumbildung war er anschließend vom 7. März bis zum Ende von Costellos Amtszeit am 13. Juni 1951 Justizminister.
1957 verzichtete er auf eine erneute Kandidatur für das Unterhaus und schied aus dem Dáil Éireann aus.